# 박영심 (가수)
박영심(朴英心, ?~)은  대한민국의 여성 가수이다.
재일 한국인이며, 2008년 6월 18일 미니 앨범 'LOVE RAIN'로 데뷔했다.